# Ferenc Szisz
Ferenc Szisz (20. září 1873 Szeghalom, Rakousko-Uhersko – 21. února 1944 Auffargis, Francie) byl maďarský automobilový závodník a vítěz první Grand Prix v historii. Tohoto vítězství dosáhl 26. června 1906 v Grand Prix Francie s vozem Renault 90CV.

## Život
Szisz Ferenc se narodil v malém městě Szeghalom v tehdejší uherské župě Békés v uherské části tehdejšího Rakousko-Uherska 20. září 1873.
Jeho rodina patřila k Sedmihradským Sasům, původně se jmenovala „Süß“.
Vyučil se zámečníkem, ale byl fascinován vzrůstajícím automobilismem, rozhodl se pokračovat studiem železničního inženýrství a designu. Po nějaké době, strávené v různých rakouských a německých městech (Vídeň, Mnichov a Berlín), se na jaře 1900 usadil v Paříži, kde našel práci v nově vzniklé firmě Renault.

## Závodní kariéra

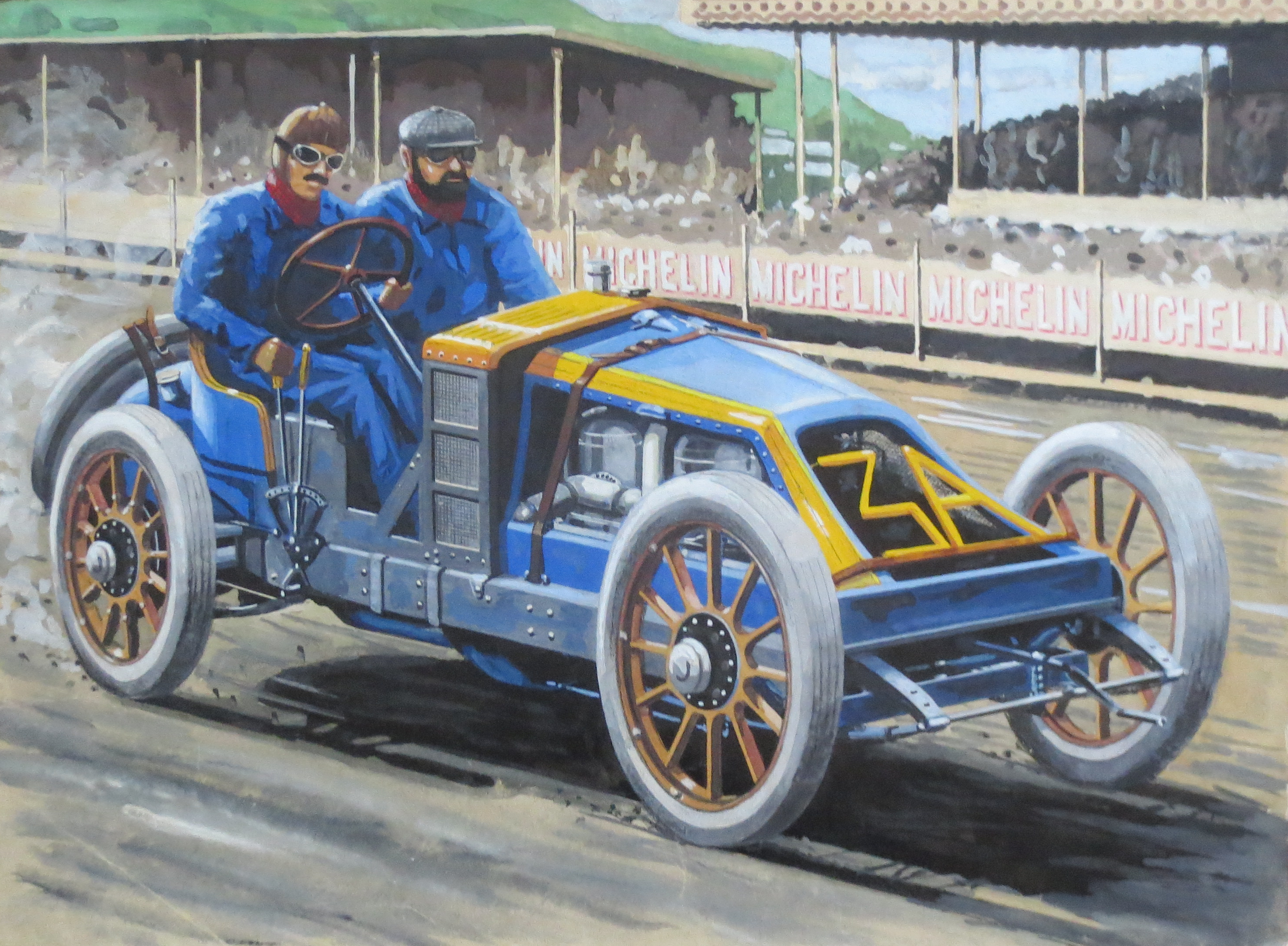
Ferenc Szisz, Renault Type AK, Le Mans 1906

U Renaultu jej jeho inženýrský talent přivedl do zkušebního oddělení a poté, co společnost v roce 1902 vstoupila do závodů, byl vybrán jako řidič-mechanik Louise Renaulta. Po smrti Marcela Renaulta při závodě Paříž – Madrid v roce 1903 se stal závodním řidičem týmu. V roce 1905 skončil na pátém místě v kvalifikačním závodě (francouzsky Eliminatoires Francaises) pro Pohár Gordona Bennetta na okruhu Auvergne u města Clermont-Ferrand. V říjnu toho roku jej Renault, společně s dalšími francouzskými a italskými výrobci, vyslal do Spojených států na Vanderbiltův pohár, který se konal na Long Islandu v New Yorku. Mezi závodníky jako Felice Nazzaro a Louis Chevrolet na vozech Fiat, dojel Szisz na pátém místě, vítězem se stal Victor Hémery na voze Darracq.

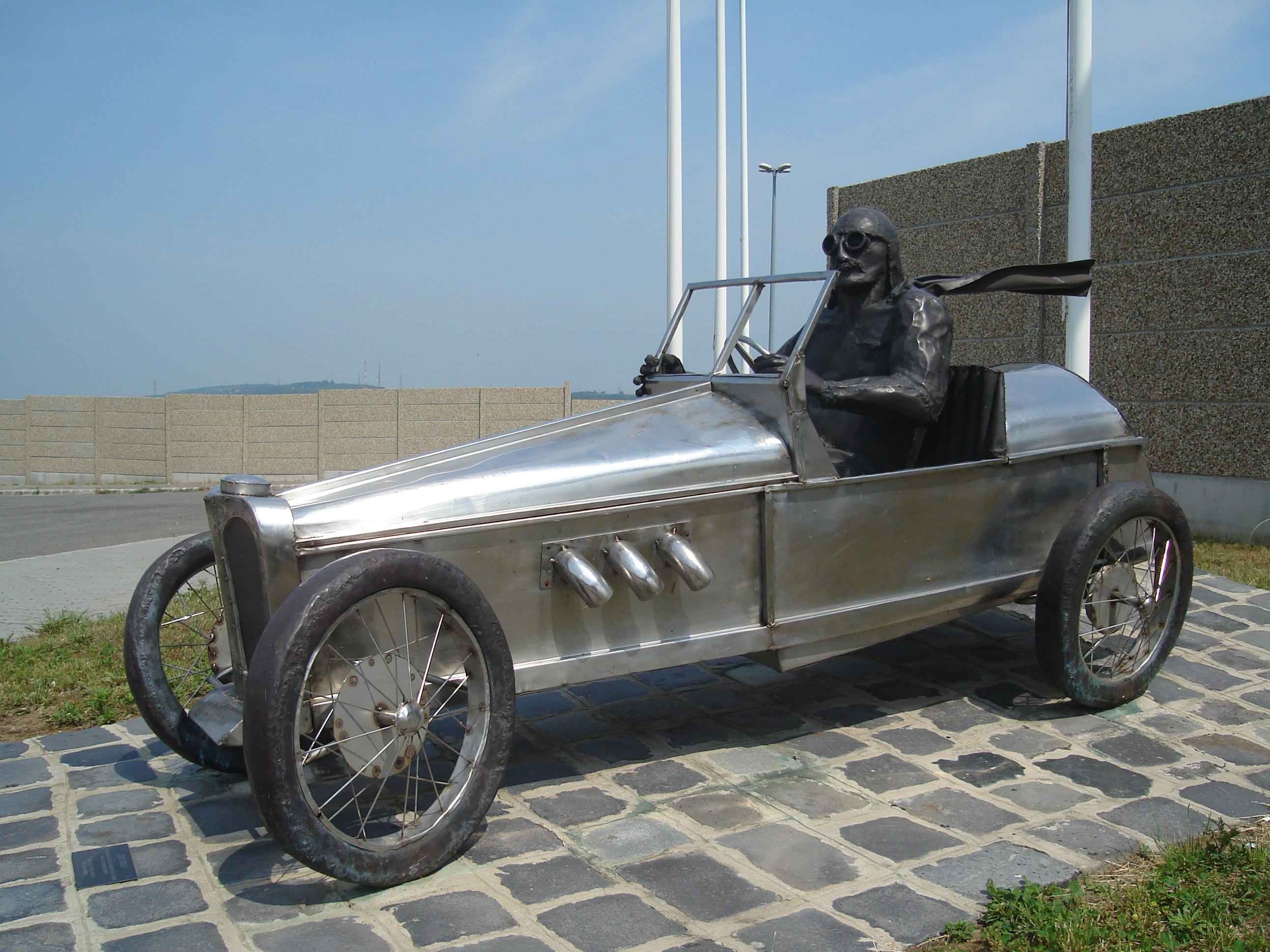
Socha Ference Szisze u hlavního vchodu na Hungaroring

Sziszovou primární úlohou bylo vedení testovacího týmu Renault, to omezovalo jeho přímou účast v závodech. Přesto se v roce 1906 zapsal do análů motoristického sportu když se svým řidičem-mechanikem M. Marteau za volantem vozu Renault AK 90CV zvítězil v Grand Prix Francie v Le Mans. Průměrná rychlost posádky byla 101,2 km/h. Vítězství ve Velké ceně Francie vypsané Automobile Club de France a komerční úspěch závodu vedl k pořádání dalších národních závodů tohoto typu po celé Evropě. Následující rok ve francouzské Velké ceně zvítězil Ital Felice Nazzaro, který dojel v roce 1906 za Sziszem druhý. Ferenc Szisz se účastnil Velké ceny i v roce 1908, ale závod nedokončil kvůli technické závadě, podobně se mu vedlo i v Savannah v Georgii na American Grand Prize, závodě pořádaném Automobile Club of America.
Počátkem roku 1909 Szisz opustil Renault a otevřel si vlastní dílnu v Neuilly-sur-Seine. V červenci 1914 jej Fernand Charron, majitel stáje Alda, přesvědčil, aby se s jeho vozem Alda účastnil Grand Prix Francie v Lyonu. Zvítězil Christian Lautenschlager na voze Mercedes, Szisz měl vůz označen čestným startovním číslem „1“, ale pro zranění po ujetí poloviny trasy závod nedokončil. Při výměně poškozeného kola jej srazil jeden z vozů Opel a Szisz utrpěl zlomeninu ruky.

## Po ukončení kariéry
Evropské automobilové závody skončily v září 1914 s počátkem první světové války. Szisz, který získal francouzské občanství, dobrovolně vstoupil do francouzské armády. Sloužil jako velitel dopravní jednotky v Alžíru, dokud nebyl hospitalizován s břišním tyfem.
Na konci války odešel do letecké továrny Breguet, kde pracoval až do roku 1930, kdy odešel do penze. Žil na venkově, v domě v Auffargis poblíž Paříže, kde v roce 1944 zemřel. Ferenc Szisz a jeho žena jsou pohřbeni na farním hřbitově v Auffargis.
Muzeum Ference Szisze je součástí Muzea Renault u okruhu Le Mans.

## Zajímavost
Sziszova smrt zůstala po určitou dobu bez povšimnutí. V 50. letech 20. století způsobili v Maďarsku senzaci historici, kteří prohlašovali, že našli Ference Sziszse. Jistý muž se za něj vydával a prohlašoval, že se vrátil z Francie (ač ale neuměl francouzsky). Poskytl i rozhovory o „své závodní kariéře“. Tento muž zemřel v roce 1970 v Maďarsku, což uvádí i některé zdroje. Mezitím se objevily dokumenty dokládající, že skutečný Ferenc Szisz zemřel v roce 1944 ve Francii, a onen muž byl pouze obratný podvodník. Jiné zdroje uvádí, že se za něj vydával v Maďarsku jeho bratr, který zemřel v roce 1970.

## Výsledky
| Rok  | Tým     | Pořadí  |
| ---- | ------- | ------- |
| 1906 | Renault | FRA 1   |
| 1907 | Renault | FRA 2   |
| 1908 | Renault | FRA Ret |
| 1914 | Alda    | FRA Ret |